# 兰实
兰实（泰語： Thetsaban Nakhon Rangsit）是泰国巴吞他尼府的城市，被视为首都曼谷在北方的卫星城。兰实也是泰国多个旅游地点所在交通线的枢纽城市。著名的兰实大学就坐落于此。